# 단장고륜공주
단장고륜공주 (端莊固倫公主, 만주어: ᡩᠣᠩᡤᠣ, 만주어 전사 방법 : Donggo; 1578년 ~ 1652년)는 본명은 눈철(嫩哲), 동과격격(東果格格), 동과공주(東果公主)라고도 한다. 누르하치의 장녀로, 생모는 청태조원비(淸太祖元妃) 퉁기야(Tunggiya, 佟佳) 하하나 자칭(Hahana Jacing, 哈哈納扎靑)이다.

## 생애
명 만력 6년 (1578년) 2월 22일 술시(戌時)에 태어났다. 만력 16년 (1588년) 4월, 호호리는 누르하치에게 귀순하였다. 귀순한 호호리에게 장녀 눈철을 호호리에게 시집보냈다. 남편인 호호리는 동악씨 (東岳氏, 東古, 또는 東果)의 수령이었기 때문에, 당시 풍습에 따라 남편 집안의 칭호를 따서 동악격격(董鄂格格)이라고도 불른다. 《청초 내국사원 만문기록부》에 따르면, 천총 7년, 홍타이지가 제패륵대신들을대동하고 대패륵의 저택에 가서 축하한 뒤, 그 누나인 동악격격의 저택에서 축하하였다고한다. 천총 8년, 홍타이지는 신정예례로 동악격격을 찾아가 그녀를 축하했다. 《천총9년 문서》에서 천총 9년은, 홍타이지가 영제패륵을 거느리고 그의 누나인 눈철격격이 절을 할때, 「삼배구고두례를 하려하니 칸이 그만두라 권하였다.」
숭덕 원년 (1636년) 11월, 홍타이지는 두 누이인 문철과 안철을 비롯해 자매, 딸 등 여선 친족 7명을 책봉했다. 이중 문철은 고륜공주, 안철은 화석공주로 책봉되었다. 그녀가 문철이고 안철이 이복동생인 연철이라는 주장이 있다. 《청내 비서원 몽골문 문서집필 한역》은 홍타이지가 숭덕 원년 10월 16일에 황제의 누이인 낭찰격격과 첨찰격격을 국조고륜공주로 책봉한 책문이 수록되어있다.
순치 9년 (1652년) 7월, 동악격격은 75세의 나이로 세상을 떠났다. 공주의 원침에 세워진 《건원천묘지》에 " 강희 계사년, 제석주는 조상의 묘원을 정비하고 공주의 묘소의 비석을 창립하려고 한다. 경성에 가서 책문을 뽑았는데, 공주의 호가 없으시니, 호를 내려주십시오"라는 등의 문구가 적혀 있었다. 임금의 명을 받들어, 공주를 단장이라는 호를 추봉하고 비문을 하사하였다.

## 비문
國家篤念親推恩施於靡已追維令德渥典禮於方親，爾固倫公主，太祖高皇帝之女，朕之祖姑也，金枝凝秀，銀漢分祥，貞靜秉於性成柔嘉，孚乎內則，肅雝著範，曰歸勲舊之宗，賢慎宜家，聿廣閨闡之化，奄辭戚里，屢易星霜，淑儀久著於生前，令譽猶存於今，日齊錫屬在裔孫不忘祖妣，冀長新共兆域，虔籲表揚，用特沛夫恩榮俯俞，奏請靖莊賜諡，異數丕昭。鳴呼！芳型宛在，名增琬炎之光，彤管常垂，寵煥絲綸之色，用茲昭示，不亦休歟。